# Entrecomics
Entrecomics fue una publicación electrónica periódica de información sobre cómic, en funcionamiento entre 2006 y 2016.  Recogía noticias y entrevistas sobre el medio, además de reseñar sus novedades. Entre sus colaboradores pueden citarse a Alberto García, alías El tío Berni, Gerardo Vilches o José A. Serrano.

## Trayectoria
Inaugurada el 19 de julio de 2006, sus colaboradores recogen las noticias más importantes del sector y realizan reseñas de obras y entrevistas a autores, tanto españoles como extranjeros. 
Desde el 20 de febrero de 2007 cuenta también con un canal en You Tube, al que suben entrevistas a autores, recorridos por sus exposiciones o los graban dibujando.
En 2010 empezó a publicar un listado de los mejores cómics del año, según las votaciones de sus lectores, quienes optaban a cambio a un lote de tebeos cedidos por diferentes editoriales nacionales.
En 2011 incorporó como articulista a Gerardo Vilches.
En 2012, sus promotores fundaron su propia editorial, con el nombre de Entrecomics Comics, siguiendo el ejemplo de ¡Caramba! en cuanto al sistema de venta por internet y de retribución a los historietistas. Sus primeros títulos fueron los siguientes:
| Título                               | Autoría             | Publicación |
| ------------------------------------ | ------------------- | ----------- |
| Moowiloo Woomiloo                    | Néstor F. y Pablo H | 05/2012     |
| Pudridero 1                          | Johnny Ryan         | 10/2012     |
| Alter y Walter o la verdad invisible | Pep Brocal          | 2013        |

En julio de 2016, coincidiendo con el décimo aniversario del sitio web, se anuncia su cierre. Aunque no se publican más contenidos, la web se mantiene en línea como archivo.

## Premios
La web de información Entrecomics ha recibido los siguientes galardones:
- Premio a la divulgación del Salón del Cómic de Barcelona del año 2010.[5]
- XXXV Premio Diario de Avisos 2011 a la mejor labor en pro de la historieta.[1]